# Jarmo Kaaretkoski
Jarmo Kaaretkoski (ur. 12 grudnia 1982 w Rovaniemi) – fiński siatkarz, reprezentant kraju, występujący obecnie w drużynie Napapiirin Palloketut. Wraz ze swoją reprezentacją występował w Lidze Światowej 2007 i 2008.

## Kariera
- 2001–2007  Perungan Pojat Rovaniemi
- 2007–2008  Rovaniemen Santasport
- 2008–2009  Pielaveden Sampo
- 2009-  Napapiirin Palloketut

## Sukcesy
- 2007/2008:  Mistrzostwo z Rovaniemen Santasport